# Milena Canonero
Milena Canonero (* 13. července 1949 Turín) je italská kostýmní návrhářka, pracující pro filmové i divadelní produkce. Je držitelkou čtyř Oscarů z devíti nominací v kategorii Nejlepší kostýmy. Jejím manželem je herec Marshall Bell.

## Životopis
Narodila se v Turíně. Studovala v Janově umění, dějiny designu a kostýmní návrhářství. Poté se přestěhovala do Anglie, ke začala pracovat v malém divadle a pro filmové produkce. Když dělala kostýmní návrhářku pro reklamy v Londýně, setkala se s mnoha filmovými režiséry. Její první velkou prací pro film bylo navrhování kostýmů pro Mechanický pomeranč (1971) Stanleyho Kubricka, s nímž se setkala na natáčení filmu 2001: Vesmírná odysea (1968). S Kubrickem znovu pracovala na filmech Barry Lyndon (1975), za který získala svého prvního Oscara společně s Ullou-Britt Söderlund, a Osvícení (1980). Druhého Oscara obdržela za film Ohnivé vozy (1981) režiséa Hugha Hudsona. Je také autorkou kostýmů pro několik inscenací v režii Otto Schenka, jako Il trittico (Vídeňská státní opera, 1979), Jak se vám líbí (Salzburg Festival 1980), Netopýr (Vídeňská státní opera 1980), Andrea Chénier (Vídeňská státní opera 1981) a Arabella (Metropolitní opera 1983). Pro režiséra Luca Bondyho, vytvořila kostýmy pro nové zpracování opery Tosca (Metropolitní opera, 2009) a divadelní hry Helena (Burgtheater, Vídeň, 2010).
V roce 1986 se stala kostýmní návrhářkou pro televizní seriál Miami Vice.
V roce 2001 získala Cenu za celoživotní dílo od Cechu kostýmních návrhářů. V roce 2005 získala cenu cechu za vynikající výkon v současném filmu za práci na filmu Wese Andersona Život pod vodou (2004). Svého třetího Oscara získala za film Sofie Coppoly Marie Antoinetta (2006). 

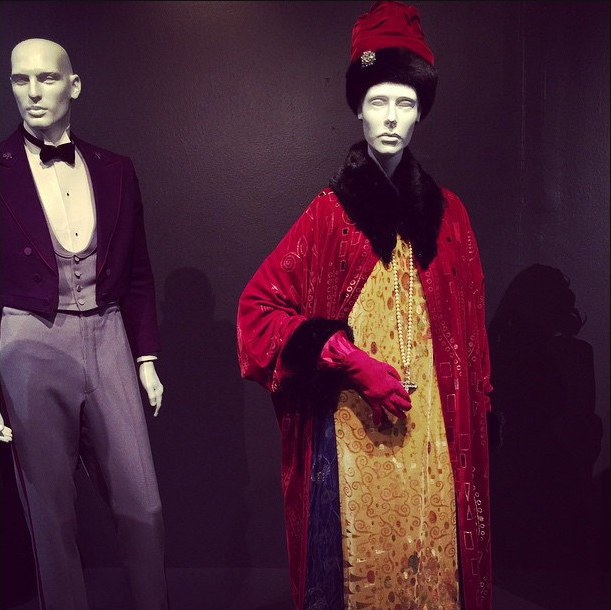
Kostýmy, které navrhla pro film Grandhotel Budapešť, které nosili herci Ralph Fiennes a Tilda Swinton.

V roce 2014 se Canonero znovu spolupracovala s Andersonem při natáčení filmu Grandhotel Budapešť, za který získala svou devátou nominaci a čtvrté vítězství na 87. ročníku udílení Oscarů. Za práci na filmu získala také cenu BAFTA.
Milena Canonero byla oceněna čestným Zlatým medvědem během 67. ročníku Mezinárodního filmového festivalu v Berlíně.

## Fïlmy
| Rok  | Název                                          | Režisér/ka                                            |
| ---- | ---------------------------------------------- | ----------------------------------------------------- |
| 1971 | Mechanický pomeranč                            | Stanley Kubrick                                       |
| 1975 | Barry Lyndon                                   | Stanley Kubrick                                       |
| 1977 | The Disappearance                              | Stuart Cooper                                         |
| 1978 | Půlnoční expres                                | Alan Parker                                           |
| 1980 | Osvícení                                       | Stanley Kubrick                                       |
| 1981 | Ohnivé vozy                                    | Hugh Hudson                                           |
| 1983 | Hlad                                           | Tony Scott                                            |
| 1984 | Pozdravuj na Broad Street                      | Peter Webb                                            |
| 1984 | The Cotton Club                                | Francis Ford Coppola                                  |
| 1985 | Vzpomínky na Afriku                            | Sydney Pollack                                        |
| 1987 | Štamgast                                       | Barbet Schroeder                                      |
| 1988 | Tucker: Člověk a jeho sen                      | Francis Ford Coppola                                  |
| 1990 | Dick Tracy                                     | Warren Beatty                                         |
| 1990 | Kmotr III                                      | Francis Ford Coppola                                  |
| 1992 | Spolubydlící                                   | Barbet Schroeder                                      |
| 1992 | Posedlost                                      | Louis Malle                                           |
| 1994 | Italské námluvy                                | Norman Jewison                                        |
| 1994 | Milostná aféra                                 | Glenn Gordon Caron                                    |
| 1994 | Camilla                                        | Deepa Mehta                                           |
| 1994 | Smrt a dívka                                   | Roman Polanski                                        |
| 1998 | Skandál Bulworth                               | Warren Beatty                                         |
| 1999 | Titus                                          | Julie Taymor                                          |
| 2001 | Aféra s náhrdelníkem                           | Charles Shyer                                         |
| 2002 | Solaris                                        | Steven Soderbergh                                     |
| 2004 | Eros                                           | Wong Kar-wai Steven Soderbergh Michelangelo Antonioni |
| 2004 | Dannyho parťáci 2                              | Steven Soderbergh                                     |
| 2004 | Život pod vodou                                | Wes Anderson                                          |
| 2006 | Marie Antoinette                               | Sofia Coppola                                         |
| 2006 | Krásná dodnes                                  | Manoel de Oliveira                                    |
| 2007 | Darjeeling s ručením omezeným                  | Wes Anderson                                          |
| 2007 | I Viceré                                       | Roberto Faenza                                        |
| 2010 | Vlkodlak                                       | Joe Johnston                                          |
| 2011 | Bůh masakru                                    | Roman Polanski                                        |
| 2014 | Grandhotel Budapešť                            | Wes Anderson                                          |
| 2014 | Poslední léto                                  | Leonardo Guerra Seràgnoli                             |
| 2016 | Paříž počká                                    | Eleanor Coppola                                       |
| 2018 | The Sisters Brothers                           | Jacques Audiard                                       |
| 2021 | Francouzská depeše Liberty, Kansas Evening Sun | Wes Anderson                                          |

## Ocenění a nominace (výběr)
Cena akademie
| Rok  | Cena             | Kategorie                 | Výsledek  | Ref.  |
| ---- | ---------------- | ------------------------- | --------- | ----- |
| 1975 | Nejlepší kostýmy | Barry Lyndon              | vítězství | [ 6 ] |
| 1981 | Nejlepší kostýmy | Ohnivé vozy               | vítězství | [ 6 ] |
| 1985 | Nejlepší kostýmy | Vzpomínky na Afriku       | nominace  | [ 6 ] |
| 1988 | Nejlepší kostýmy | Tucker: Člověk a jeho sen | nominace  | [ 6 ] |
| 1990 | Nejlepší kostýmy | Dick Tracy                | nominace  | [ 6 ] |
| 1999 | Nejlepší kostýmy | Titus                     | nominace  | [ 6 ] |
| 2001 | Nejlepší kostýmy | Aféra s náhrdelníkem      | nominace  | [ 6 ] |
| 2006 | Nejlepší kostýmy | Marie Antoinette          | vítězství | [ 6 ] |
| 2014 | Nejlepší kostýmy | Grandhotel Budapešť       | vítězství | [ 6 ] |

BAFTA
| Rok  | Cena             | Kategorie                                      | Výsledek  | Ref.  |
| ---- | ---------------- | ---------------------------------------------- | --------- | ----- |
| 1975 | Nejlepší kostýmy | Barry Lyndon                                   | nominace  | [ 6 ] |
| 1981 | Nejlepší kostýmy | Ohnivé vozy                                    | vítězství | [ 6 ] |
| 1985 | Nejlepší kostýmy | The Cotton Club                                | vítězství | [ 6 ] |
| 1986 | Nejlepší kostýmy | Vzpomínky na Afriku                            | nominace  | [ 6 ] |
| 1991 | Nejlepší kostýmy | Dick Tracy                                     | nominace  | [ 6 ] |
| 2006 | Nejlepší kostýmy | Marie Antoinette                               | vítězství | [ 6 ] |
| 2014 | Nejlepší kostýmy | Grandhotel Budapešť                            | vítězství | [ 6 ] |
| 2021 | Nejlepší kostýmy | Francouzská depeše Liberty, Kansas Evening Sun | nominace  | [ 6 ] |